# シネカテキンス

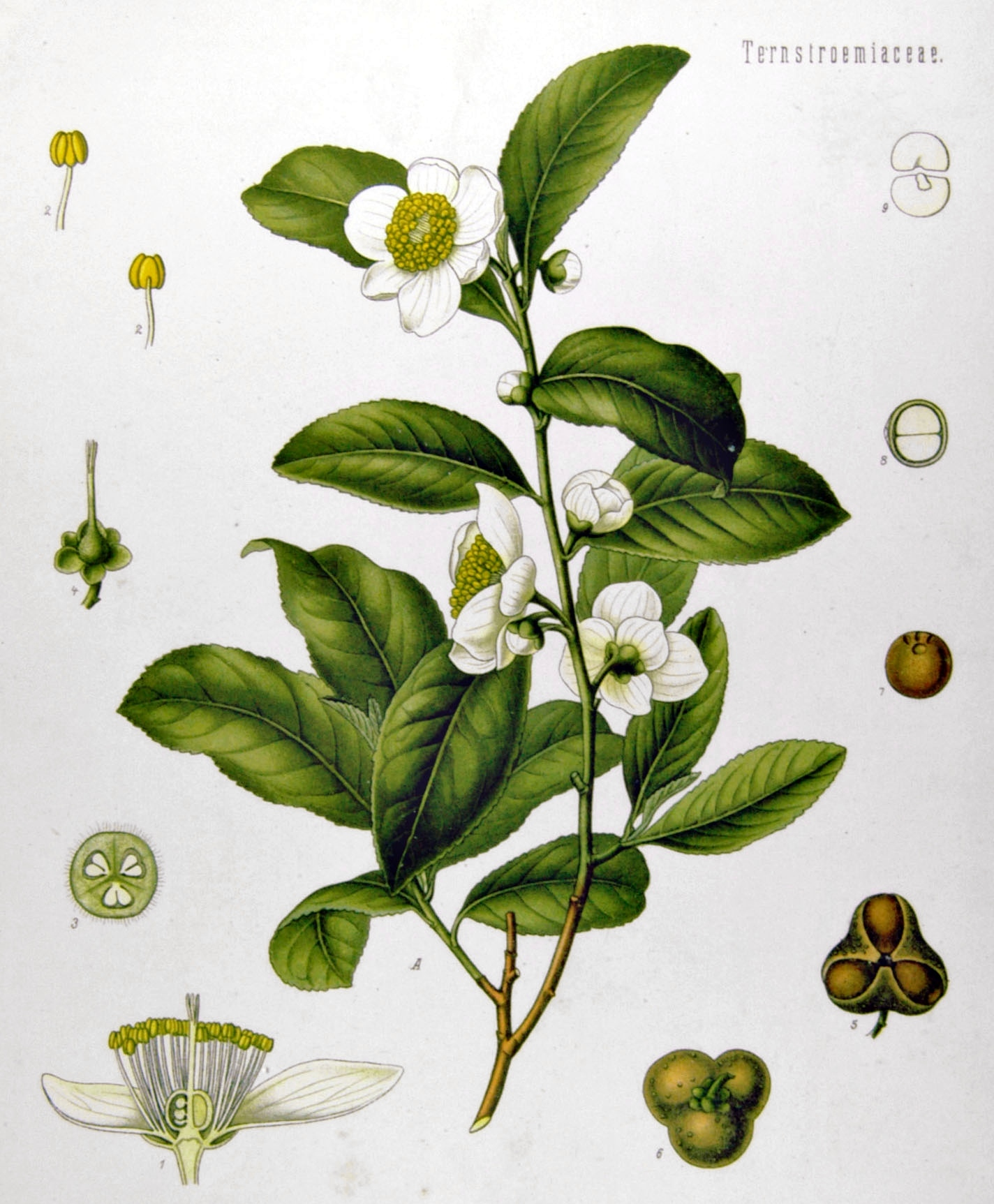
シネカテキンスは、チャノキの葉の抽出物。

シネカテキンス（米国一般名:Sinecatechins、商品名:VeregenやPolyphenon E)は、チャノキの葉からの特定の水溶性抽出物で、これを有効成分とした植物薬として性器いぼ（尖圭コンジローマ）の治療用軟膏が、2006年に米国で承認されている。シネカテキンスの大部分はカテキン類であり、その55%は没食子酸エピガロカテキンである。米国FDAが承認した初の植物薬。
シネカテキンスの作用機序は未知である。ヒトパピローマウイルスが原因の尖圭コンジローマの治療に使う場合、シネカテキンスはイミキモド（商品名ベセルナクリーム）やポドフィロトキシンよりもクリアランスが早く、刺激も少ない。しかし病変の除去にはイミキモドよりも時間がかかる。 またイミキモドより総合的な治療費用が安くつく。アメリカ疾病予防管理センターの2015年のガイドラインでも治療選択肢のひとつである。